# 헌츠빌 블래스트
| 헌츠빌 블래스트 | |
| 콘퍼런스        | |
| 디비전          | 웨스트 디비전 (1993년~1994년) |
| 설립연도        | 1993년 |
| 해체연도        | 1994년 |
| 역사            | 내슈빌 사우스 스타스 (1981년~1983년) 버지니아 랜서즈 (1983년~1990년) 로어노크 밸리 레벨스 (1990년~1992년) 로어노크 밸리 램페이지 (1992년~1993년) 헌츠빌 블래스트 (1993년~1994년) 탤러해시 타이거 샤크스 (1994년~2001년) 메이컨 우피 (2001년~2002년) 렉싱턴 맨오워 (2002년~2003년) 유타 그리즐리스 (2005년~현재) |
| 경기장          | 본 브라운 시빅 센터 |
| 연고지          | 앨라배마주 헌츠빌 |
| 상징색          | 검정, 스카이블루 |
| 구단주          | |
| 단장            | |
| 감독            | |
| NHL 제휴        | |
| AHL 제휴        | |
| 정규시즌 우승   | |
| 콘퍼런스 우승   | |
| 디비전 우승     | |
| 켈리 컵         | |
| 영구 결번       | |

헌츠빌 블래스트(Huntsville Blast)는 미국 앨라배마주 헌츠빌을 연고지로 하는 1993년부터 1994년까지 ECHL 소속되었던 아이스 하키팀이다.
1994년 연고지를 플로리다주 탤러해시 (탤러해시 타이거 샤크스)로 이전했다.

## 역대 홈경기장
| 경기장              | 사용기간      | 수용인원 | 장소              | 비고 |
| ------------------- | ------------- | -------- | ----------------- | ---- |
| 헌츠빌 블래스트     |               |          |                   |      |
| 본 브라운 시빅 센터 | 1993년~1994년 | 6,602명  | 앨라배마주 헌츠빌 | 빈칸 |